# 大阳一分街西阁
大阳一分街西阁是一座清代古建筑，位于山西省晋城市泽州县大阳镇大阳一分街村西。2013年1月，大阳一分街西阁公布为晋城市文物保护单位，编号3-82。